# Academia de Agricultura da França

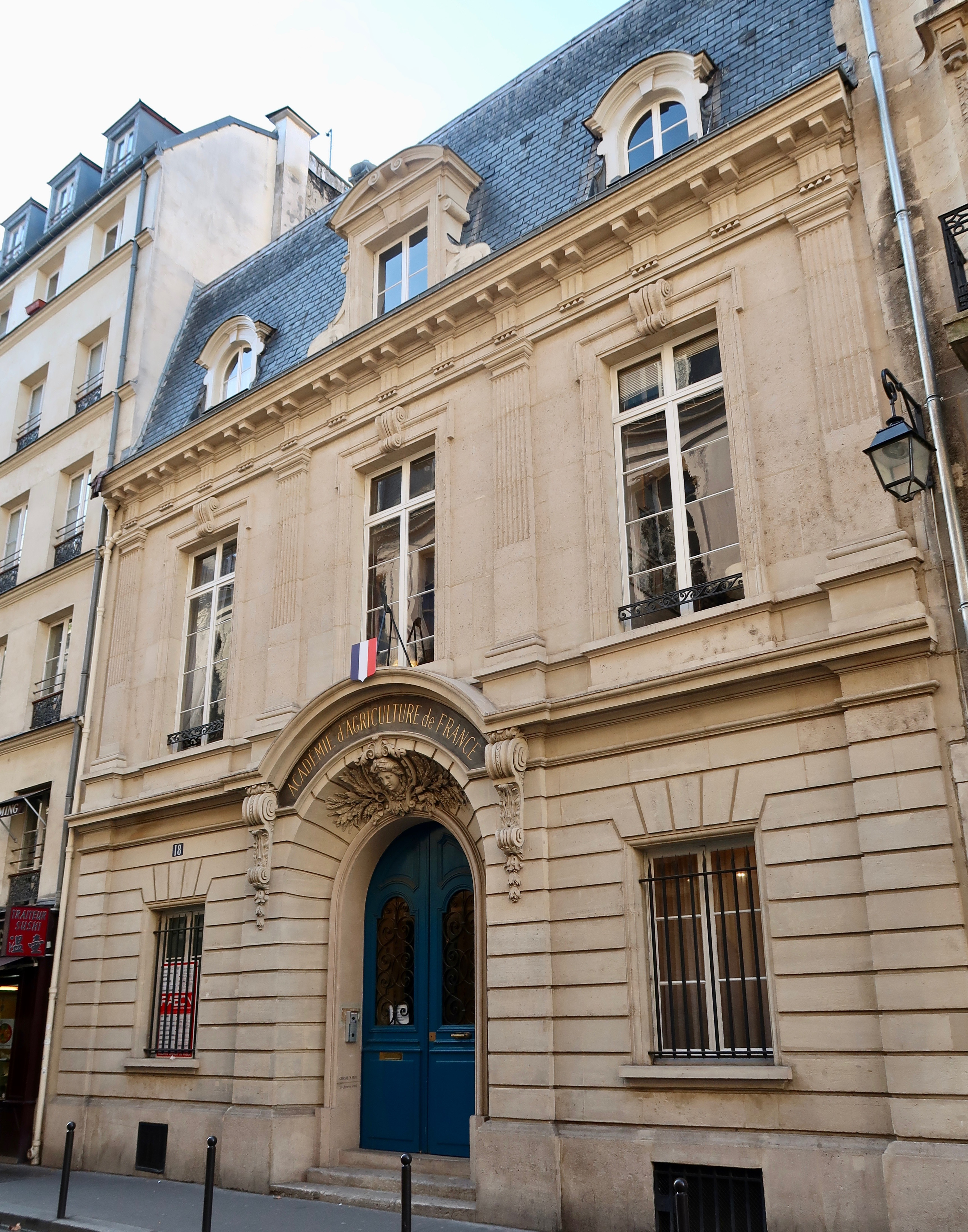
Académie d'agriculture de France, 18 rue de Bellechasse, Paris 7e 1

A Academia de Agricultura da França é um estabelecimento reconhecido de utilidade pública, fundado em 1761 em Paris, posto sob a proteção do Presidente da República Francesa. O Ministro encarregado da agricultura é o presidente honorário. Sua missão é conduzir reflexões de natureza científica, técnica, econômica, jurídica, social e cultural, a médio e longo prazo, nas áreas da agricultura, alimentação e meio ambiente, contribuindo assim para informar os cidadãos e tomadores de decisões para realizarem ou acompanharem as evoluções desses setores. Sua '"ambição é conhecer" e sua "paixão, transmitir".